# Slaget ved Cannae (1018)
|  | For "Slaget ved Cannae" i år 216 f. Kr., se Slaget ved Cannae |
Der er blevet udkæmpet to slag ved Cannae. Det mest kendte er slaget ved Cannae 216 f.Kr. Denne artikel handler om slaget ved Cannæ i 1018, hvor en langobardisk oprørsstyrke led et afgørende nederlag til en byzantisk hær. Stedet hedder i dag Canne della Battaglia ("Canne fra slaget") og ligger i kommunen Barletta i midten af Apulien

## Forhistorien
Da det oprindelige langobardiske rige brød sammen i 774, bevarede langobarderne et par fyrstedømmer i Syditalien, hvor de langobardiske bosættere i de følgende århundreder måtte kæmpe om landområderne mod araberne og det byzantiske rige. Byzantinerne overtog Apulien og Calabrien, og blandt de lombardiske borgere i det besatte område udbrød der flere oprør, støttet af de lombardiske fyrster.

## Oprøret i 1017
I 1017 kom det næste oprør, ledet af Melus af Bari, der allerede i 1009 havde stået i spidsen for et mislykket oprør. I 1017 gjorde han et nyt forsøg, og denne gang havde han forberedt sig bedre: For det første fik han hjælp af fyrste Guiamar 3. af Salerno, og for det andet havde han allerede i 1016 solgt ideen til nogle normanniske pilgrimme, der var på gennemrejse. Normannerne fik løfte om stort bytte, og da de vendte tilbage sammen med andre interesserede i 1017, gik oprøret i gang. Oprørshæren slog den byzantiske guvernør (catapan) Contoleo Tornicius, og truede de byzantiske byer. Den byzantiske kejser Basilios 2. var imidlertid en handlekraftig regent. Han udrustede en hær med eliteenheder fra Varægergarden, samt det nødvendige kavaleri og fodfolk, under ledelse af en ny catapan, Basil Boioannes.

## Slaget
Hæren gik i land i Bari i december 1017, og det følgende år mødte den oprørerne ved Cannæ. På trods af de normanniske ridderes tapperhed havde oprørerne ingen chancer mod de veltrænede og talmæssigt overlegne byzantiske styrker. Oprørshæren blev på det nærmeste udslettet, og de samtidige kilder fortæller, at kun 10 normanniske riddere overlevede slaget. Melus flygtede til Tyskland og normannernes leder Gilbert Buatère var blandt de faldne.

## Efter slaget
Efter slaget brød oprøret sammen, og under Basil Boioannes' ledelse forsatte byzantinerne med at udbygge deres magt i Syditalien. Boioannes var ved at forberede en invasion af det arabisk besatte Sicilien, da kejser Basilios 2. døde i 1025, og en svag kejser blev hans efterfølger på tronen i Konstantinopel. Lombardernes magt var fortsat på retur, men normannerne var kommet til Italien for at blive, og de gjorde det et par årtier senere af med det byzantiske styre i Syditalien.